# Ruby & the Romantics

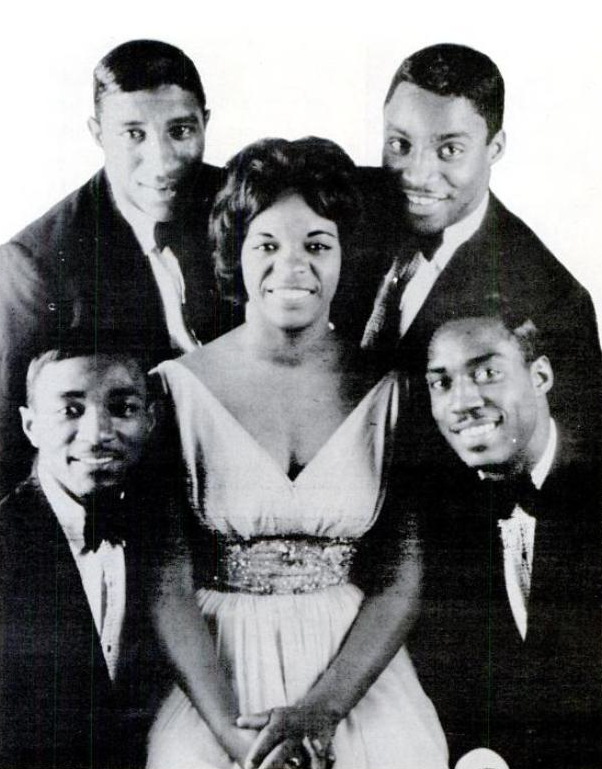
Ruby & The Romantics

Ruby & The Romantics war eine US-amerikanische Gesangsgruppe, die zu Beginn der 1960er Jahre in Akron, Ohio, gegründet wurde und bis 1971 existierte.

## Geschichte
Edward Roberts (erster Tenor), George Lee (zweiter Tenor), Ronald Moseley (Bariton) und Leroy Fann (Bass) sangen bereits Ende der 1950er Jahre unter dem Namen „The Supremes“ zusammen. Dann hörte Allen Stanton, ein Plattenproduzent von Kapp Records, die Gruppe, brachte sie mit der Sängerin Ruby Nash (* 15. Juni 1934 in Akron, Ohio) zusammen und taufte die Gruppe um. Bereits die Debüt-Single Our Day Will Come, veröffentlicht bei der US-Plattenfirma Kapp unter der Katalognummer 501 wurde ein Nummer-eins-Hit. Der Titel wurde komponiert und getextet von Bob Hilliard und Mort Garson, produziert von Allen Stanton.
Auch die beiden folgenden Singles My Summer Love (1963, Platz 14) und Hey There Lonely Boy (1963, Platz 27) landeten noch auf vorderen Rängen in den Single-Charts, doch die weiteren Singles, die sie alle beim Label „Kapp“ veröffentlichten und die bis Ende 1964 von Allen Stanton produziert wurden, landeten nur noch auf unteren Rängen in Billboards Hot 100. Ein letztes Mal erreichten sie im Februar 1965 eine Platzierung in den Billboard Hot 100 mit Does He Really Care For Me (Platz 87).
Während ihrer Karriere veröffentlichten Ruby & the Romantics mehrere Alben, jedoch nur Our Day Will Come konnte sich in den US-Alben-Charts auf Platz 120 kurzfristig platzieren.
Zahlreiche Titel von Ruby & the Romantics wurden in späteren Jahren gecovert. Eddie Holman erreichte mit Hey There Lonely Girl 1970 Platz 2 der Charts und Platz vier in den R&B-Charts. 1967 hatten die Marvelettes mit (When You’re) Young And In Love einen Top Hit, der es in den US-Charts bis Platz 23 schaffte und in den R&B-Charts Platz 9 belegte. Ihr großer Hit Our Day Will Come schaffte es in der Version von Frankie Valli 1975 bis Platz 11. Der Song erschien außerdem auf dem Album Lioness: Hidden Treasures (2011) von Amy Winehouse und erreichte, als Single ausgekoppelt, in den britischen Charts Platz 29.
Leadsängerin Ruby Nash Garnett lebt zurückgezogen in ihrer Heimatstadt Akron (Stand 2013). Alle anderen ehemaligen Gruppenmitglieder sind bereits verstorben. Nash trat zuletzt 2002 im Rahmen eines Doo-Wop-Konzerts des Fernsehsenders PBS auf.
Ruby & the Romantics wurden mehrfach geehrt, so 2007 mit der Aufnahme in die Vocal Group Hall of Fame. 2013 wurde die Gruppe in die neu gegründete Rhythm and Blues Music Hall of Fame aufgenommen.
Als Teenager spielte der damals noch unbekannte Buddy Miles zeitweise als Drummer für Ruby & the Romantics.

## Diskografie

### Studioalben
| Jahr | Titel                  | Höchstplatzierung, Gesamtwochen, AuszeichnungChartsChartplatzierungen (Jahr, Titel, Platzierungen, Wochen, Auszeichnungen, Anmerkungen) | Anmerkungen |
| Jahr | Titel                  | US | Anmerkungen |
| ---- | ---------------------- | --- | ----------- |
| 1963 | Our Day Will Come      | US120 (6 Wo.)US |             |
| 1963 | Till Then              | — |             |
| 1967 | Ruby And The Romantics | — |             |
| 1968 | More Than Yesterday    | — |             |

### Singles
| Jahr | Titel Album                                          | Höchstplatzierung, Gesamtwochen, AuszeichnungChartplatzierungen (Jahr, Titel, Album, Platzierungen, Wochen, Auszeichnungen, Anmerkungen) | Höchstplatzierung, Gesamtwochen, AuszeichnungChartplatzierungen (Jahr, Titel, Album, Platzierungen, Wochen, Auszeichnungen, Anmerkungen) | Höchstplatzierung, Gesamtwochen, AuszeichnungChartplatzierungen (Jahr, Titel, Album, Platzierungen, Wochen, Auszeichnungen, Anmerkungen) | Anmerkungen                             |
| Jahr | Titel Album                                          | UK | US | R&B | Anmerkungen                             |
| ---- | ---------------------------------------------------- | --- | --- | --- | --------------------------------------- |
| 1963 | Our Day Will Come                                    | UK38 (6 Wo.)UK | US1 (13 Wo.)US | R&B1 (12 Wo.)R&B | Produzent: Allen Stanton                |
| 1963 | My Summer Love –                                     | — | US16 (11 Wo.)US | — | Produzent: Allen Stanton                |
| 1963 | Hey There Lonely Boy –                               | — | US27 (9 Wo.)US | — | Produzent: Allen Stanton                |
| 1963 | Young Wings Can Fly (Higher Than You Know) Till Then | — | US47 (8 Wo.)US | R&B14 (6 Wo.)R&B | Produzent: Allen Stanton                |
| 1964 | Our Everlasting Love –                               | — | US64 (4 Wo.)US | R&B12 (10 Wo.)R&B | Produzent: Allen Stanton                |
| 1964 | Baby Come Home –                                     | — | US75 (4 Wo.)US | R&B28 (6 Wo.)R&B | Produzent: Allen Stanton                |
| 1964 | When You’re Yound And In Love –                      | — | US48 (8 Wo.)US | — | Produzent: Allen Stanton                |
| 1965 | Does He Really Care For Me –                         | — | US87 (3 Wo.)US | — | Produzent: Larry Weiss & Fred Anisfield |